# Tafel (Organisation)

Logo des deutschen Dachverbands „Tafel Deutschland e. V.“

Tafel ist die Bezeichnung für gemeinnützige Hilfsorganisationen, die Lebensmittel, welche im Wirtschaftskreislauf nicht mehr verwendet und ansonsten vernichtet werden würden, an Bedürftige verteilen oder gegen geringes Entgelt abgeben. In Deutschland sind von den bedürftigen Personen etwa 30 % Kinder und Jugendliche. Aktiv sind die Tafeln seit 1993. In zahlreichen anderen europäischen Ländern existieren vergleichbare Initiativen (engl. Food Banks, frz. banques alimentaires).
Tafeln sind in Deutschland im Dachverband Tafel Deutschland e. V. organisiert, der auch den Namen Tafel und das Logo als eingetragenes Markenzeichen (Wort-Bildmarke) rechtlich geschützt hat. Die einzelnen Tafeln sind üblicherweise auf der Ebene der Kommunen aktiv und gemäß dem Tafel-Grundsatz 5 in Kombination Stadt und Tafel zu benennen (zum Beispiel Tafel Berlin e. V. oder Berliner Tafel e. V.)

## Geschichte und Entwicklung der Tafeln in Deutschland

### Gründung 1993 und Entwicklung
Die im Tafel Deutschland e. V. organisierten Tafeln sind – gemessen an den etablierten Verbänden der freien Wohlfahrtspflege wie etwa der Arbeiterwohlfahrt und der Caritas – eher neue Akteure im Bereich der sozialen Arbeit. Die erste deutsche Tafel wurde am 21. Februar 1993 in Berlin durch Sabine Werth und ihre Initiativgruppe Berliner Frauen e. V. gegründet und organisiert, nach deren Vorbild weitere Tafeln zunächst in den großen deutschen Städten entstanden. 2021 gab es in der Bundesrepublik 956 Tafeln, die in der Regel mit ehrenamtlichen Helfern, teilweise auch fest Angestellten verwertbare Lebensmittel einsammeln, die der Handel oder Hersteller als unverkäuflich aussortierten. Dabei handelt es sich um Produkte, die nach eigenen Angaben „kurz vor Ende des Mindesthaltbarkeitsdatums“ (MHD) stehen. In der Praxis erfolgt allerdings auch die Ausgabe abgelaufener Lebensmittel, wobei die Tafeln in dieser Frage von den jeweiligen Vorgaben der örtlichen Veterinärämter abhängig sind. Des Weiteren enthält das Warenangebot Lebensmittel, die aus Überproduktionen stammen oder deren Verpackung beschädigt ist. Die Menge der gelieferten Waren an die Tafeln (etwa 265.000 Tonnen im Jahr) macht hierbei im Vergleich zur Menge der laut WWF-Studie insgesamt 18 Millionen Tonnen im Müll entsorgten Lebensmittel einen relativ geringen Teil aus.
Diese Waren – in geringerem Umfang auch Non-Food-Artikel des täglichen Bedarfs – gelangen über mehr als 2000 Ausgabestellen in sozialen Einrichtungen oder Tafel-Läden an Bedürftige. Ein Recht zur Nutzung der Tafel hat, wer tatsächlich bedürftig ist, also nur wenig Geld zur Verfügung hat. Dazu zählen Rentner, Arbeitslose, Großfamilien und Asylbewerber. Es erfolgt eine Prüfung der Bedürftigkeit und das Einkommen wird ermittelt. Viele Tafeln legen auch eine Einkommensobergrenze fest. Wer diese unterschreitet, bekommt einen Berechtigungsausweis, der auch befristet sein kann, zum Beispiel auf ein Jahr. Wer staatliche Leistungen wie Grundsicherung, Sozialhilfe, Arbeitslosengeld oder Leistungen nach dem Asylbewerberleistungsgesetz bezieht, erhält in der Regel den Ausweis, auch liefern der Hartz-IV-Regelsatz (vgl. Arbeitslosengeld II und Regelbedarf) und die Grundsicherung die Berechnungsgrundlage. Die Bedürftigkeit muss nachgewiesen werden, beispielsweise mit einem Leistungsbescheid, Sozialpass (vgl. etwa Sozialticket und Berlinpass) oder einer sonstigen Bescheinigung. Bei Rentnern können für die Berechnung des Einkommens Kontoauszüge und Mietverträge herangezogen werden. Befristete Dokumente müssen nach Eintritt der Ungültigkeit erneut nachgewiesen werden, ebenso ein Personalausweis (vgl. Personalausweis (Deutschland) und Personalausweis). Es kann zur Erhebung einer kleinen, symbolischen Eigenleistung für die Lebensmittel kommen, wobei diese so gering wie möglich ausfallen soll. Grund ist, dass den Tafeln für die Abholung der Lebensmittel bei den Betrieben Kosten entstehen, daneben für Fahrzeuge und Kraftstoff. Hinzu kommt der Aufwand, die Waren vor Ort zu verteilen, sowie der Betrieb der Läden und Tafelmobile.
Die Finanzierung der Tafel-Arbeit läuft ausschließlich über Mitglieder, Sponsoren und Spender. Als privat organisierte Initiativen erhalten die Tafeln keine Mittel von Bund oder Ländern für das Einsammeln und Verteilen der Lebensmittel, mitunter jedoch von Kommunen. Einige Projekte des Dachverbands werden vom Bund unterstützt, so fördert beispielsweise das Bundesministerium für Ernährung und Landwirtschaft das Digitalisierungsprojekt „Tafel macht Zukunft – gemeinsam digital“ und das Bundesministerium für Bildung und Forschung das Projekt „Tafel macht Kultur“. Indirekt profitieren die Tafeln zudem von Zahlungen der Europäischen Union an Lebensmittelbanken (siehe unten).
Die Idee der Tafeln stammt aus Amerika: 1967 hatte John van Hengel in Phoenix (Arizona) die erste Food Bank gegründet – ein großes Lagerhaus vor allem für längerfristig lagerfähige Lebensmittelspenden. 1983 nahm in New York die Organisation City Harvest ihre Arbeit auf.

Altes Logo des deutschen Bundesverbandes

Der Großteil der deutschen Tafeln hat sich 1995 unter Vermittlung der Stiftunglife im Bundesverband Deutsche Tafel zusammengeschlossen. Entsprechend den Grundsätzen des Dachverbandes sind Tafeleinrichtungen überkonfessionell, stehen keiner Partei nahe, treten nicht in Konkurrenz miteinander (Gebietsschutz) und helfen möglichst vielen Menschen. Der Verwaltungssitz des Dachverbandes ist Berlin-Tempelhof (Germaniastraße 18).
Bis 2015 gab es einmal jährlich das Bundestafeltreffen, seitdem findet es alle zwei Jahre statt. Es wird jeweils in einer anderen deutschen Stadt als Mitgliederversammlung aller regionalen Tafel-Vereine ausgerichtet. Darüber hinaus können hier Erfahrungen ausgetauscht, prinzipielle Fragen diskutiert sowie Kontakte mit Sponsoren und Dienstleistern hergestellt werden.
Der Tafel Deutschland e. V. ist Unterzeichner der Initiative Transparente Zivilgesellschaft.

### Ehrenamtsorganisation

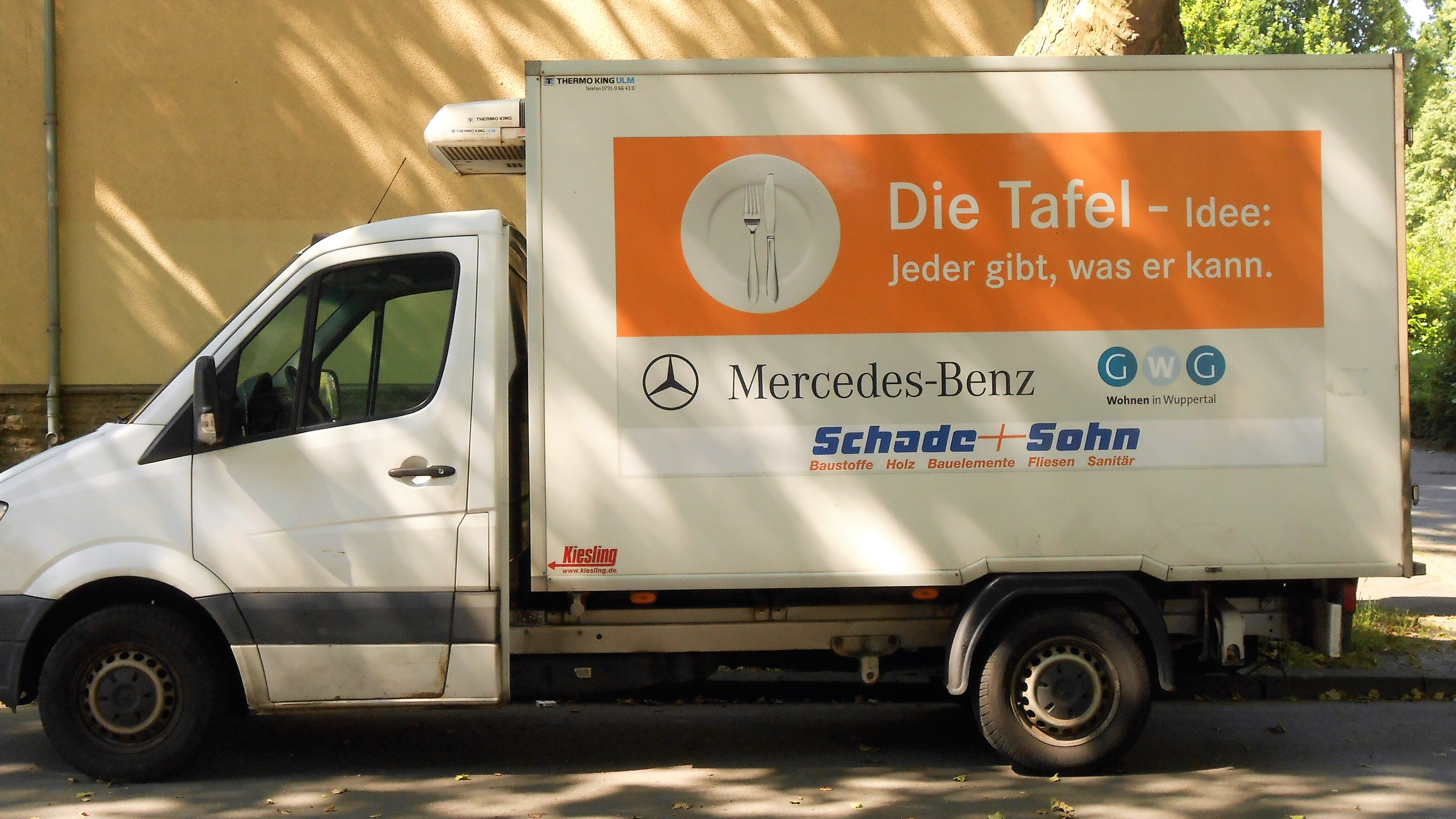
Ein Kleintransporter der Dortmunder Tafel in Dortmund

Die Tafeln versorgen bundesweit ca. 1,65 Mio. Personen im Schnitt einmal pro Woche mit 3,4 Kilogramm Lebensmitteln. Die Abgabe erfolgt ausschließlich an Bedürftige, die ihre Bedürftigkeit z. B. über einen Hartz-IV-Bescheid nachweisen können. Die Tafeln können und wollen dabei keine Vollversorgung bieten – verteilt werden nur gespendete Waren, von denen viele nur sporadisch zur Verfügung stehen. Es werden keine Lebensmittel dazugekauft. Mit über 60.000 ehrenamtlichen Helfern gelten die Tafeln in Deutschland als eine der größten sozialen Bewegungen der heutigen Zeit.
Als Beispiele seien hier die Zwickauer Tafel (2005 sammelten insgesamt 39 ehrenamtliche Helfer mit zwei Fahrzeugen von 74 Betrieben je Monat ca. 30 Tonnen Nahrungsmittel, die portioniert und verteilt werden) und die Berliner Tafel genannt (im Jahr 2009 wurden mit den eingesammelten Spenden 300 soziale Einrichtungen sowie 45 kirchliche Ausgabestellen beliefert). Damit konnten pro Monat durchschnittlich 125.000 Menschen versorgt werden.
Neben der Verteilung von Nahrungsmitteln zur Selbstversorgung zuhause unterhalten 17 Prozent der Tafeln Suppenküchen. Im Einzelfall werden weitere Hilfen angeboten wie die Abgabe gebrauchter Bekleidung, gebrauchten Spielzeugs, Schulranzen. Auch Kochkurse werden angeboten. 30 Prozent der Bedürftigen, die zu den Tafeln kommen, sind Kinder und Jugendliche. Viele Tafeln organisieren für bedürftige Kinder inzwischen spezielle Kinder- und Jugendprojekte wie kostenlose Schulspeisung, Kindercafés, Hausaufgabenhilfe, finanzielle Unterstützung bei Klassenfahrten und Weihnachtsfeiern.
Ein relativ neuer Trend ist, dass in Universitätsstädten vermehrt Studierende das Angebot der dortigen Tafeln nutzen. Hintergrund ist, dass bereits viele Studierende aufgrund ihres geringen Einkommens als bedürftig gelten.

### Statistik
Die Zahl der Tafeln in Deutschland ist in den letzten Jahren stark gewachsen:
| Jahr | Anzahl der Tafeln | Jahr | Anzahl der Tafeln | Jahr | Anzahl der Tafeln | Jahr | Anzahl der Tafeln |
| ---- | ----------------- | ---- | ----------------- | ---- | ----------------- | ---- | ----------------- |
| 1993 | 1                 | 1994 | 7                 | 1995 | 35                | 1996 | 70                |
| 1997 | 90                | 1998 | 155               | 1999 | 220               | 2000 | 260               |
| 2001 | 290               | 2002 | 310               | 2003 | 330               | 2004 | 430               |
| 2005 | 480               | 2006 | 657               | 2007 | 753               | 2008 | 790               |
| 2009 | 861               | 2010 | 877               | 2011 | 891               | 2012 | 906               |
| 2013 | 916               | 2014 | 919               | 2015 | 920               | 2016 | 917               |
| 2017 | 934               | 2018 | 941               | 2019 | 947               | 2022 | 963               |

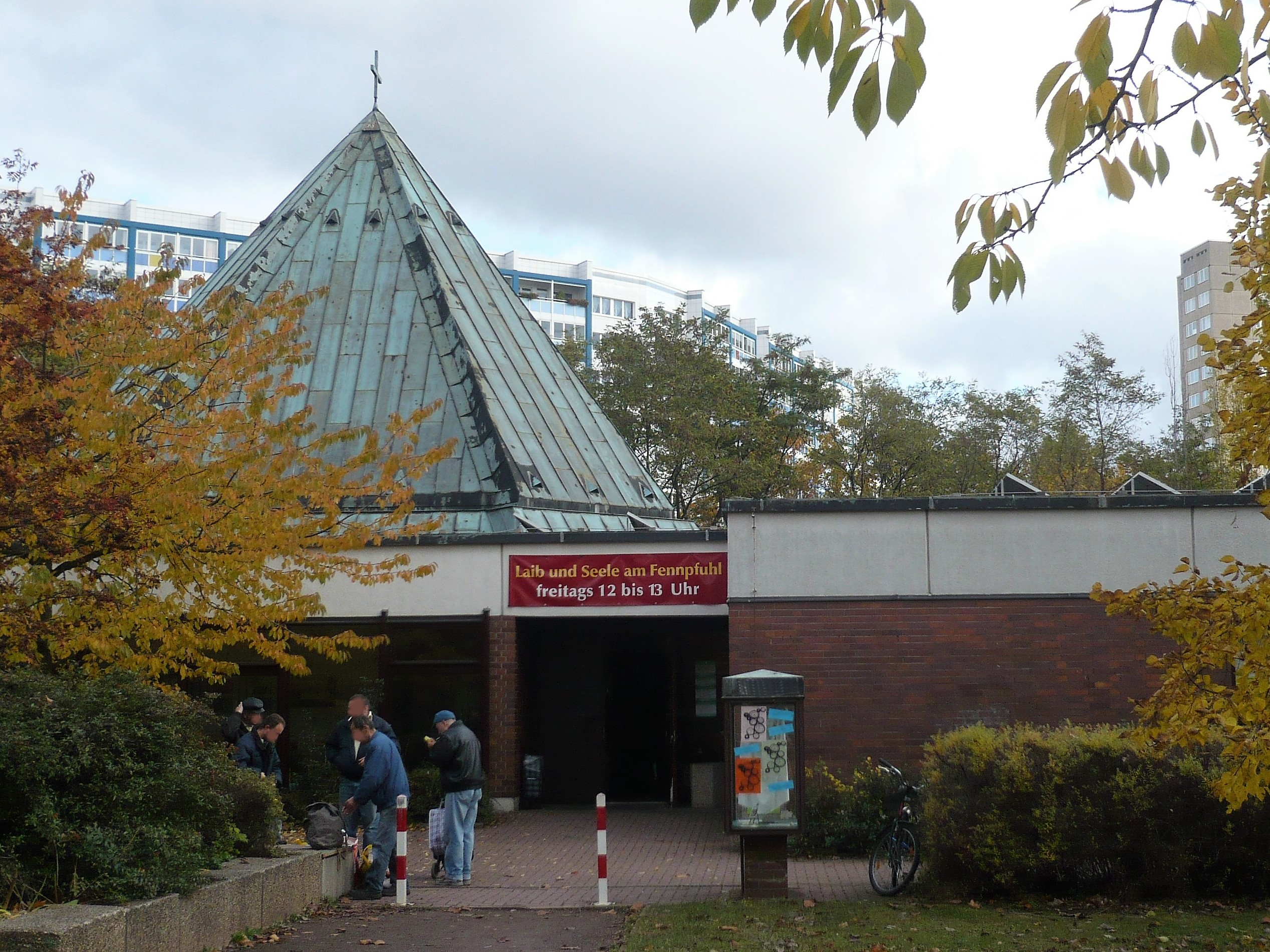
Aktion Laib und Seele im Rahmen der Berliner Tafel, hier im Ortsteil Berlin-Fennpfuhl

2006 war ein großer Teil der abgabebereiten Supermärkte, Großmärkte, Bäckereien und Metzgereien erfasst, so dass neue Tafeln in ländlichen Gebieten, wo es nur noch wenige Einzelhandelsbetriebe gibt, kaum noch gegründet werden können.
Beim Aufbau der logistischen Struktur für die Sammlung und Verteilung der Lebensmittel leistete die Unternehmensberatung McKinsey Unterstützung im Rahmen eines Pro-bono-Projekts.
Die Stiftung Deutsche Klassenlotterie unterstützt die deutschen Tafeln bei der Versorgung Bedürftiger mit jährlich rund 23 Millionen Euro (Stand Ende 2022). Der Zulauf der Hilfsbedürftigen hat sich seit der Corona-Pandemie und dem russischen Überfall auf die Ukraine fast verdoppelt.

### Mögliche Weiterentwicklung als Lebensmittelbanken
Um künftig weitere Lebensmittelspenden zu erschließen, denkt der Dachverband der Tafeln über die Beteiligung an einem größeren System zum Abfluss von nicht benötigten Überschüssen und zur Einspeisung von EU-Lagerbeständen nach, das den Arbeitstitel Food Bank (‚Lebensmittelbank‘) trägt. Diese Lebensmittelüberschüsse gehen heute großenteils an den Tafeln und anderen Hilfsorganisationen vorbei. Im Raum Aachen wurde 2005 unabhängig von der Tafel-Bewegung als erste deutsche Lebensmittelbank die Lebensmittelbank AixEuregio Aachen gegründet, die deutschlandweit überschüssige Lebensmittel vertreibt. An diesem und einem künftig geplanten Netz von drei bis vier Lebensmittelbanken wollen sich die Tafeln möglicherweise beteiligen. Sie selbst wollen jedoch keine eigene Lebensmittelbank etablieren.
Im europäischen Ausland gibt es bereits Lebensmittelbanken, die ähnliche Aufgaben wahrnehmen wie in Deutschland die Tafeln, das heißt Lebensmittel einsammeln und an soziale Institutionen abgeben. Seit 1980 kauft die Europäische Kommission Überschüsse aus der Agrarproduktion (Fleisch, Milch, Butter usw.) teils auf und stellt diese den Lebensmittelbanken in den verschiedenen Mitgliedsstaaten zur Verfügung.

### Ähnliche Projekte
Es existieren weitere Hilfsprojekte, die ebenfalls das Wort Tafel im Namen führen, sich jedoch nicht mit der Versorgung von Menschen mit Lebensmitteln befassen, zum Beispiel Tiertafeln.

#### Tiertafel Deutschland
Die Tiertafel Deutschland e. V. ist ein 2006 von Claudia Hollm gegründeter eingetragener Verein, welcher kostenlos Futter und Sachmittelspenden sowie Beratung für die Haustiere von Bedürftigen (in der Regel Leistungsempfänger nach SGB II bzw. SGB XII) organisiert. 2012 existierten Tiertafel-Ausgabestellen in den deutschen Bundesländern Baden-Württemberg, Bayern, Berlin, Brandenburg, Bremen, Hamburg, Niedersachsen, Nordrhein-Westfalen, Rheinland-Pfalz, Sachsen-Anhalt, Schleswig-Holstein sowie Thüringen, weitere waren in Planung.
Die Tiertafel Deutschland steht mit den im Tafel Deutschland e. V. organisierten Tafeln in keiner Verbindung, sondern distanziert sich ausdrücklich vom Geschäftsgebaren der Tafeln. „Noch Geld von denen zu verlangen, die sowieso nichts haben, ist schon ziemlich unverfroren“, so ein Vorstandsmitglied der Tiertafel Deutschland e. V.
Deutschlandweit existieren noch andere Futterausgabeprojekte, die teilweise auch den Begriff „Tafel“ als Namensbestandteil haben, aber mit den unter der Dachorganisation Tiertafel Deutschland e. V. stehenden sogenannten Ausgabestellen nicht verbunden sind (zum Beispiel: Osterholzer Tiertafel, Frankfurter TierTafel usw.).

#### Medikamententafel Deutschland
In der ARD-Sendung Monitor im Februar 2010 wurde über eine neu gegründete Hilfsinitiative berichtet, die Medikamententafel. Diese bietet die Möglichkeit, verschreibungsfreie Arzneimittel wie Schmerztabletten, Salben u. ä., welche sich die ärmsten Bevölkerungsschichten nicht leisten können, gegen einen geringen Betrag zu erwerben. Die unbeschädigten, original verpackten Medikamente stammen aus privaten Spenden.
In Solingen gibt es ebenso seit 2010 die Medikamententafel. Hier arbeitet die Tafel Solingen e. V. mit dem solimed Ärztenetzwerk im Projekt Medizinische Hilfe Solingen zusammen. Viele Patienten erhalten so von ihnen benötigte Medikamente kostenfrei in der Apotheke.

### Unterstützer und Sponsoren in Deutschland
Zu den prominentesten Unterstützern in Deutschland gehören u. a. der ehemalige Fußballspieler Paul Breitner, der bei den Münchner Tafeln jeden Montag selbst mithilft. Zu den weiteren Förderern der Münchner Tafel, die nicht Mitglied im Dachverband ist, gehören die Stiftunglife, die Clarissa und Michael Käfer Stiftung des Gastronomen Michael Käfer, fast alle großen Einzelhandelsketten, der ADAC, Henkel und der Lions Club. Die Schirmherrschaft für die Tafeln in Deutschland übernimmt die Bundesministerin für Familie, Senioren, Frauen und Jugend. Aktuell hat Lisa Paus dieses Amt inne. Seit 2019 ist Jörg Pilawa Tafel-Botschafter. 2022 erhielt Tafel Deutschland e. V. den Marion Dönhoff Preis.

## Tafelähnliche Einrichtungen in anderen Ländern

### Frankreich
In Frankreich gibt es seit 1985 die Organisation Les Restos du Cœur (umgangssprachlich für 'Restaurants des Herzens'). Im Winter 2012/13 hat die Organisation 960.000 Menschen geholfen und 130 Millionen Mahlzeiten ausgegeben; im Winter 2013/14 rechnet sie mit über 1 Million Menschen. 2013 waren 57 Prozent der Hilfesuchenden Arbeitslose. Die von RdC ausgegebenen Mittel stammen zu 30 % aus öffentlichen Kassen (auch EU) und zu etwa 70 Prozent von privaten Spendern. In Frankreich ist die Arbeitslosigkeit seit Jahren höher als in Deutschland (siehe auch Eurokrise).

### Island
Island war 2007/2008 von einer Krise seines (damals großen) Bankensektors stark betroffen; die Auswirkungen dieser Krise hätten fast zu einem Staatsbankrott geführt. Die anschließende Wirtschaftskrise 2009/10 führte unter anderem zu Rückgängen im Tourismus. Der christliche Verein Missionarinnen der Nächstenliebe (Schwestern des Mutter-Teresa-Ordens) eröffnete 2007 in der Hauptstadt Reykjavík die erste Armenküche, in der zweimal wöchentlich ein kleiner Imbiss kostenlos ausgereicht wird. Die Küche basiert auf Spenden und richtet sich an Menschen, die sich nicht mehr regelmäßig mit Mahlzeiten versorgen können.

### Österreich
In Österreich gibt es seit 1999 Die Tafel Österreich, hervorgegangen aus der Wiener Tafel, einen unabhängigen Wohltätigkeitsverein mit Aufgaben vergleichbar zu den deutschen Tafeln. Sie betreibt selbst keine Ausgabestellen, sondern verteilt die eingesammelten Lebensmittel kostenfrei an Armutsbetroffene über anerkannte Sozialeinrichtungen, die professionelle Beratung und Betreuung anbieten. Daneben werden verschiedenste Projekte zur Bewusstseinsbildung umgesetzt. Seit 2021 verfügt Die Tafel Österreich über ein 385 m² großes Lager- und Verteilhaus am Großmarkt in Inzersdorf, das sogenannte Große TafelHaus. Im zwischen 2017 und 2021 hierfür genutzten 200 m² großen Kleinen TafelHaus finden seither Bewusstseinsbildung und das Einkochen nicht haltbarer Lebensmittel statt. Die Tafel Österreich hat 2022 896 Tonnen Lebensmittel gerettet und an 28.000 Menschen verteilt.
Die Zahl an Tafeln und tafelähnlicher Organisationen in Österreich wächst. Diese haben teilweise unterschiedliche Praktiken hinsichtlich Empfängern (Abgabe an Armutsbetroffene oder größere Teile der Bevölkerung), Abgabe (kostenfrei oder gegen Geld) und Ausgabe an Sozialeinrichtungen oder direkt an Empfänger.
Im Burgenland existiert die Pannonische Tafel, in Salzburg die Flachgauer Tafel und in Oberösterreich die OÖ Tafel sowie Braunauer Tafel.
In den letzten Jahren entstanden zudem Sozialmärkte, sowie die Arbeitsgemeinschaft für Sozialbetreuung (ARGE Sozial), in denen Mindestrentenempfänger oder Menschen mit kleinem Einkommen verbilligt Lebensmittel erwerben können oder gratis erhalten. Wie bei der deutschen Tafel stammen die Lebensmittel aus Spenden von Supermärkten oder von Sponsoren. Empfänger sind Personen, die monatlich weniger als 700 bis 800 Euro zur Verfügung haben, beim ersten Besuch wird ein Einkommensnachweis verlangt. Die ARGE, von den Kommunen subventioniert, unterhält Tagesstätten zur Ausgabe und zur Bereitstellung warmer Mahlzeiten für 2 Euro pro Portion. Einige dieser Projekte bestehen bereits seit den 1990er-Jahren.
Die Caritas der Erzdiözese Wien führt unter der Bezeichnung Le+O die Aktion Lebensmittelausgabe und Beratung durch. Hier werden entsprechend dem genau nachzuweisenden Haushalts-Nettoeinkommen (beispielsweise ein Erwachsener weniger als 912 Euro) oder bei besonderen Notlagen personenbezogene Berechtigungskarten mit einer Gültigkeit für ein Jahr ausgegeben. In den Ausgabestellen kann damit einmal wöchentlich eine Lebensmittelspende für einen symbolischen Euro bezogen werden.
In Vorarlberg existiert seit 2005 der Verein Tischlein deck dich. Dabei werden wie bei den anderen Tafeln bedürftige Personen, die im Besitz einer amtlichen Berechtigungskarte sind, durch ehrenamtliche Helfer mit Lebensmitteln aus Überproduktion oder Spenden versorgt. Die Ausgabestellen heißen 'Busstation', weil in den Orten ein Omnibuskurs zur Verteilung eingesetzt wird.
Das österreichische Rote Kreuz gibt im Rahmen seines Projekts Team Österreich Tafel seit 2010 Lebensmittel aus.
Die Statistik Austria gab 2009 für Österreich eine Zahl von 1 Mio. Hilfsbedürftigen an, also Menschen, die an der Armutsgrenze leben. Etwa 25 Prozent von ihnen sind Kinder.
In Graz werden seit 2016/2017 von Tagesrestaurants übrig gebliebene Speisen, die gespendet werden, abgeholt und bei Gemeinschaftsessen abwechselnd in einem von zwei Nachbarschaftszentren und einem Vereinslokal angeboten. Was hier übrig bleibt, kann in Dosen mitgenommen werden oder gelangt in „Verteiler“ genannte Selbstentnahmekästen, die vom Gehsteig aus für jedermann zugänglich sind. Die Anzahl dieser Verteiler beläuft sich auf 5 bis 10, die Orte wechseln je nach individueller Situation. Die Gruppe der Personen, die diese Kästen – stellenweise ergänzt um einen Kühlschrank – ausverhandeln, aufbauen, beschicken und selbst als Konsumenten nutzen, ist inhomogen und umfasst Menschen, die Lebensmittel retten und unnötigen Abfall vermeiden wollen.

### Spanien

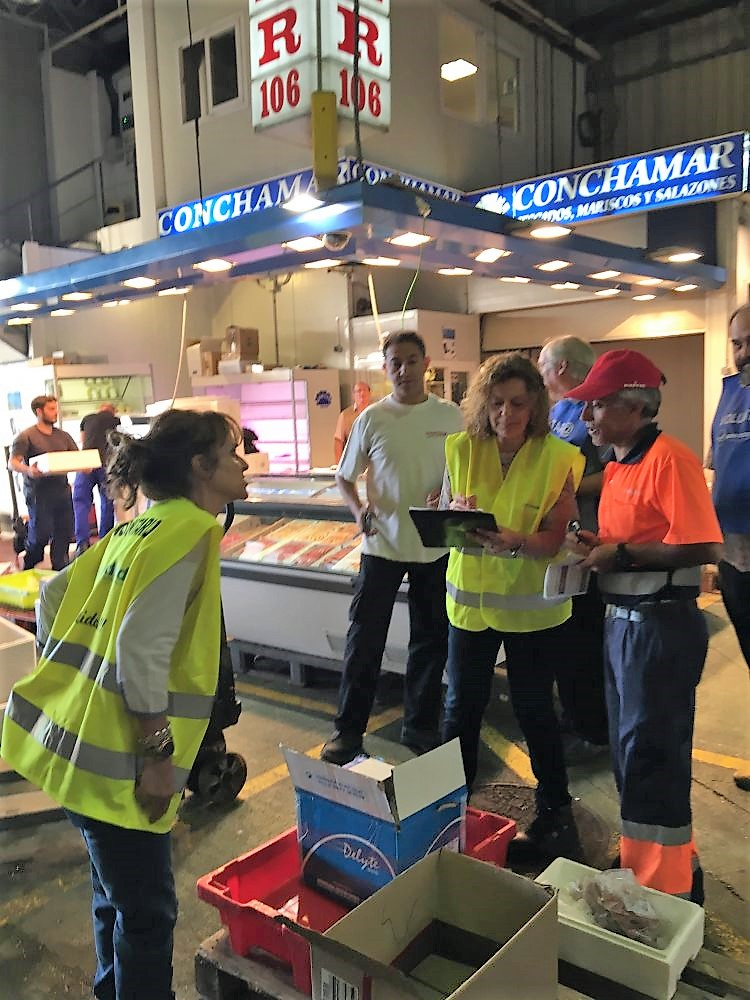
Ehrenamtliche der Banco de Alimentos de Madrid bei der Abholung von Lebensmittelspenden, hier in der Fischhalle des Großmarkts Mercamadrid in Madrid

In Spanien existiert die Fundación Banco de alimentos (dt. Lebensmittelbank), die wie andere europäische Tafeln als gemeinnützige Organisation mit ehrenamtlichen Helfern arbeitet und Bedürftige kostenlos mit Lebensmitteln versorgt. Die Nahrung, die in einer großen Halle auf dem Hafengelände von Barcelona zwischengelagert wird, kommt bisweilen direkt von Herstellern, häufig auch aus Spendenaktionen von Firmen und Supermärkten. Auch mit EU-Geldern werden die Bedürftigen unterstützt. Ein Beispiel: die im Überfluss im Land wachsenden Pfirsiche werden von der EU zu Mostereien gebracht, die daraus Saft in speziell für die Lebensmittelbank hergestellte Flaschen abfüllt. Ein Verkauf ist jedoch nicht gestattet. In ganz Spanien gibt es Verteilstationen (Suppenküchen), allein für Barcelona wurden im Jahr 2009 300 derartige Einrichtungen bekannt, die im gleichen Jahr 7500 Tonnen Lebensmittel an 85.000 bedürftige Personen ausgaben.

### Schweiz
In der Schweiz nimmt seit Jahren die Heilsarmee Aufgaben der Lebensmittelhilfe für Bedürftige wahr. Seit 1999 gibt es die spendenfinanzierte Wohlfahrtsorganisation Tischlein deck dich, welche Lebensmittel und Waren des täglichen Bedarfs von ca. 1000 Spendern über etwa 130 Abgabestellen direkt an bedürftige Menschen verteilt. Die Angestellten (20 Vollzeitstellen) wurden dabei 2020 von rund 3000 Ehrenamtlichen unterstützt. Die Schweizer Tafel der «Stiftung Schweizer Tafel» in Kerzers wurde 2001 nach dem Vorbild des amerikanischen „City Harvest“ und der „Berliner Tafel“ gegründet und liefert in zwölf Regionen der Schweiz täglich rund 16 Tonnen Lebensmittel an soziale Institutionen (Stand: 2020). Die Anschaffung von Kühlfahrzeugen wird u. a. vom Lotteriefonds finanziert. Größtenteils werden die Organisationen aber durch private Spenden getragen. Hätten diese mehr finanzielle Mittel zur Verfügung, könnten sie ein Vielfaches der nicht verkauften Lebensmittel vor dem Abfall retten und so die Lebensmittelverschwendung in der Schweiz weiter reduzieren. Deshalb fordern Politiker und Wissenschaftler den Detailhandel dazu auf, sich der Problematik verstärkt anzunehmen.

### Weitere europäische Länder
Die Metro Group engagiert sich seit Mitte der 2000er Jahre im Bereich der Lebensmittelspenden vermehrt international. An bedeutenden Standorten des Lebensmittel- und Warenkonzerns wie die Ukraine, Ungarn, Polen, Portugal, Spanien, Tschechien und der Türkei werden Aktionen wie Metro Cash&Carry („Care&Share“) und der Food Convoi mit dem Ziel der Bereitstellung von Lebensmitteln unterstützt. Daneben gibt es Kooperationsabkommen mit lokalen Hilfsorganisationen wie der gemeinnützigen Helpica Foundation und der ungarischen Tafelorganisation für einzelne oder regelmäßige Hilfs- und Spendenaktionen.

### Lebensmittelspenden außerhalb von Europa
Auch in den USA gibt es in größeren Städten ähnliche Einrichtungen zur Versorgung Bedürftiger, die allerdings von kirchlichen Einrichtungen getragen werden. Aber auch hier werden Lebensmittel von Supermärkten gespendet.
Zahlreiche Tafel-Initiativen schlossen sich dem 2006 gegründeten Netzwerk Global FoodBanking Network (GFN) an.

## Kritik an der Tafel

### Allgemeines
Im Zusammenhang mit der zunehmenden Verbreitung von Tafeln wurde und wird Kritik an der Konzeption geäußert. Der überwiegende Teil der Kritiker bemängelt nicht, dass Tafeln eine Möglichkeit darstellen, Bedürftigen zu helfen, sondern dass die Tafeln als Nothilfe den Druck reduzieren, die Ursachen der Armut zu bekämpfen. Anlässlich des zwanzigjährigen Jubiläums der Tafeln im Jahr 2013 gründete der Sozialwissenschaftler Stefan Selke mit Armutsbetroffenen, Verbandsvertretern und der Wissenschaft, darunter Peter Grottian das Kritische Aktionsbündnis 20 Jahre Tafeln, das sich für eine armutsfreie, bedarfsgerechte und existenzdeckende Mindestsicherung einsetzt, die Tafeln und andere mildtätige Angebote in Zukunft überflüssig machen könnte.

### Linderung statt Bekämpfung der Armut
Mit der Ausgabe von Lebensmitteln kann Armut wohl gelindert werden, aber die Armut und deren Ursachen dadurch nicht beseitigt. Horst Krank, Vorsitzender der LudwigsTafel, weist deswegen auf die Verantwortung der Politik hin, unabhängig von den Tafeln Armut zu bekämpfen, und sieht die Tafeln als „Mahner“. Anlass zu kritischen Beurteilungen von Wissenschaftlern und anderen Wohlfahrtsorganisationen zur Außenwirkung der deutschen Tafeln gibt bereits, dass ihr Einsatz gleichwohl in der öffentlichen Wahrnehmung als weitgehende Kompensation von Armut erscheint, aber ihre eigentliche Bekämpfung dadurch in den Hintergrund trete.
Kritische Fragen zu Tafeln, einhergehend mit einer Positionierung des Verbandes enthält vor allem das Eckpunktepapier des Deutschen Caritasverbandes. Die Arbeit der Tafeln wird als notwendige und gute Akuthilfe gelobt, dabei aber betont, dass sie keine Dauerlösung sein kann. Die Ausgabe von Lebensmitteln und Waren sei allein noch nicht geeignet, die individuellen oder auch strukturellen Ursachen von Armut zu bekämpfen. Es sollten vielmehr Bedingungen geschaffen werden, die den „Befähigungsgedanken“' in den Mittelpunkt stellen und damit „selbstbestimmte Teilhabe“ erst ermöglichen. In dem Papier wird gewarnt:

„Es wäre fatal, wenn die politischerseits gern gesehene Tafelbewegung dazu beiträgt, dass sich der Staat mit Hinweis auf die Bürgergesellschaft aus der Daseinsvorsorge seiner Bürger sukzessive zurückzieht.“

Grundlage für die Sorge, dass der Staat als Reaktion auf die Hilfe durch Dritte Mittel kürzen könnte, die er im Rahmen seiner Fürsorgepflicht für Bedürftige aufbringen müsste, ist § 9 SGB I. Dort heißt es: „Wer nicht in der Lage ist, aus eigenen Kräften seinen Lebensunterhalt zu bestreiten oder in besonderen Lebenslagen sich selbst zu helfen, und auch von anderer Seite keine ausreichende Hilfe erhält, hat ein Recht auf persönliche und wirtschaftliche Hilfe, die seinem besonderen Bedarf entspricht, ihn zur Selbsthilfe befähigt, die Teilnahme am Leben in der Gemeinschaft ermöglicht und die Führung eines menschenwürdigen Lebens sichert. Hierbei müssen Leistungsberechtigte nach ihren Kräften mitwirken.“
Ebenfalls aus Perspektive der Sozialen Arbeit sehen andere Autoren die Tafeln als Zeichen eines umfangreichen Veränderungsprozesses wohlfahrtsstaatlicher Armutsbekämpfung sowie als Ausdruck einer neuen gesellschaftlichen Spaltung. Sie halten zur Sicherung hinsichtlich des Entstehungsprozesses fest:

„Die Errichtung wohlfahrtsstaatlicher Sicherungssysteme und die Etablierung der beruflichen, fachlich qualifizierten Sozialen Arbeit stellte die Abwendung von mildtätigen, auf Zufall beruhenden Gaben und den damit einhergehenden Abhängigkeiten für bedürftige Menschen dar und stellte diesen individuelle Rechte entgegen, die darauf zielen, die Teilhabe der Gesellschaftsmitglieder zu sichern.“

Die Tafeln hingegen würden lediglich Nothilfe leisten können. Ihre Nutzung beruhe nicht auf staatlich gesicherten Rechten der einzelnen Personen, sondern auf der Mildtätigkeit Dritter. Die professionelle Soziale Arbeit habe sich dabei die Frage zu stellen, weshalb es möglich ist,

„nicht nur Überlebenshilfe, also Notversorgung zu leisten, sondern auch zu einer Befähigung ihrer NutzerInnen beizutragen, und inwiefern […] sie in der Lage [sind], über die Linderung akuter Notlagen hinaus, Menschen bisher nicht verfügbare Handlungsperspektiven zu eröffnen.“

Der Soziologe und Buchautor Stefan Selke analysiert die indirekten Auswirkungen der Tafelbewegung in seinen Beiträgen ebenfalls kritisch. Eine zentrale These in seinem Buch Fast ganz unten lautet:

„Statt an einer Abschaffung der Armut mitzuwirken, beteiligen sich die Tafeln – sicher unintendiert – an einer Segmentierung der Gesellschaft in ›Oben‹ und ›Unten‹.“

Als ungünstig betrachtet er dabei die entstehende Abhängigkeit armer Menschen von den Tafeln und auch die seiner Ansicht nach vermehrt auftretende Nähe der Tafel-Führung zu Politikern (zu Werbezwecken; durch Schirmherrschaften symbolisiert und durch entsprechende Medienbeiträge unterstrichen). Er befürchtet das Paradoxon, dass gerade bei guter Arbeit der Tafeln

„dann der Impuls zu einer nachhaltigen und strukturellen Armutsbekämpfung (auf Dauer) nachlässt.“

Die Tafeln werden zunehmend auch von Betroffenen-Selbstorganisationen wie Arbeitsloseninitiativen in Frage gestellt. In Österreich kritisieren die Aktiven Arbeitslosen eine „Vertafelung der Gesellschaft“.

### „Erlernte Hilflosigkeit“ und „identitätsstiftende Hilfsbereitschaft“
Ein grundsätzliches Problem bestehe darin, dass viele Kunden einer Tafel Opfer einer erlernten Hilflosigkeit geworden sind und nur meinen, sie könnten sich nicht selbst helfen. Mit richtigen Formen der Hilfe, die Arbeitsfähige ermutigen würde, sich selbst aus ihrer Bedürftigkeit zu befreien, könnte der Opfer-Status dieser Kunden beendet werden. Stattdessen verringere das Angebot von Tafeln ihren Leidensdruck. Die Erkenntnis von Wolfgang Hinte, dass im Arbeitsfeld „Sozialarbeit“ Berufstätige oft einen Hang dazu hätten, Hilfsbereitschaft zu einem Teil ihrer Identität zu machen, lasse sich auf ehrenamtlich Tätige in Tafeln übertragen. Das Verhalten von Helfern in Tafeln weise gelegentlich Ähnlichkeiten mit dem von Co-Abhängigen auf, die den Abhängigen, zu denen sie in einer persönlichen Beziehung stünden, eher schaden als nutzen würden.
Hinte warnt: „Wer […], fixiert auf eine durchaus zutreffende Analyse sozialer Probleme und daraus folgende sozialpolitische Forderungen nach besseren Bedingungen für die Befriedigung von Bedürfnissen, in naiver Weise daraus ein Handlungsmandat für Betreuung und Befriedigung von Wünschen ableitet, wird allzu leicht Opfer einer durchaus klug agierenden Klientenschaft, die diese Hilfsbereitschaft in pfiffiger Weise für sich zu nutzen weiß.“

### Strukturmängel des Sozialstaats
Aus Art. 1 Abs. 1 des Grundgesetzes („Die Würde des Menschen ist unantastbar. Sie zu achten und zu schützen ist Verpflichtung aller staatlichen Gewalt.“) lässt sich der Anspruch jedes Bedürftigen auf eine Unterstützung durch den Staat in Höhe des Existenzminimums ableiten. Wenn Menschen aus Geldmangel darauf angewiesen seien, Angebote einer Tafel in Anspruch zu nehmen, gebe es nur den Grund, dass sie nicht von dem Betrag leben können, der als Existenzminimum definiert ist, oder dass sie es könnten, aber sich nicht genügend anstrengen, dass dies auch gelingt. Die erste Erklärung führt zu der Kritik, dass die Regelsätze für die Sozialhilfe, insbesondere für „Hartz-IV“-Leistungen, zu niedrig sind. So reichten im Mai 2011 Anwälte Bedürftiger eine Eilklage gegen die Neuregelung von Hartz IV als Reaktion auf ein Urteil des Bundesverfassungsgerichts von 2010 ein. Grundlage des Normenkontrollverfahrens waren Aussetzungs- und Vorlagebeschlüsse des Hessischen Landessozialgerichts und des Bundessozialgerichts. Bei der Berechnung des Warenkorbs, der Bedürftigen zugestanden werden müsse, sind z. B. im Zuge der Hartz IV-Reform Zigaretten und Alkohol nicht mehr berücksichtigt worden. Die Anwälte argumentierten, Bierkonsum und Rauchen gehörten ebenso zum kulturellen Existenzminimum eines in Deutschland lebenden Erwachsenen.
Der zweiten Variante zufolge würden Tafeln den Zwang aufweichen, ausreichende Mittel für die Ernährung in die Planung der Verwendung staatlicher Transferleistungen einzurechnen. Bedürftige müssten es demnach schaffen, von dem zu leben, was der Staat ihnen zubilligt. Walter Wüllenweber bemerkt, dass in kaum einem Sozialhilfeempfänger-Haushalt anspruchsvolle Unterhaltungselektronik fehlt. Jedenfalls dann könnte kaum von einer tatsächlichen Bedürftigkeit ausgegangen werden.

### Betriebs- und volkswirtschaftliche Folgen
In der öffentlichen Wahrnehmung muten Firmen, die Lebensmittel kostenlos an Tafeln abgeben, als Spender an. Wenn die Firmen damit werben, dass sie unverdorbene Lebensmittel vor der Vernichtung bewahrt haben, verbessert das zudem ihr Image, was sich wiederum positiv auf den Marktanteil der betreffenden Firma auswirken kann.
Der damit verbundene finanzielle Verlust führt dazu, Vermeidungsstrategien zu entwickeln. Firmen, die sich bemühen, weniger potenzielle „Ladenhüter“ (d. h. Lebensmittel, die nicht rechtzeitig verkauft werden können) vorzuhalten, haben eventuell einen Wettbewerbsvorteil gegenüber Firmen, die bezahlte Ware kostenlos abgeben oder gar entsorgen. Das führt dazu, dass weniger Lebensmittel anfallen, die an Tafeln abgegeben werden.
Zu einem Rückgang der Menge überschüssiger Lebensmittel könnten auch Kampagnen führen, mit denen über den Unterschied zwischen Mindesthaltbarkeitsdatum und Verbrauchsdatum von Lebensmitteln aufgeklärt werden soll. Bislang besteht noch eine Scheu vieler Kunden, Lebensmittel zu kaufen, die kurz vor oder nach dem Ablauf des Mindesthaltbarkeitsdatums stehen, weil sie sich Sorgen um ihre Gesundheit machen. Der Handel ist jedoch verpflichtet, sich beim Verkauf abgelaufener Waren zu überzeugen, dass sie nicht verdorben sind. Wenn also dem Verbraucher klar ist, dass seine Sorgen unbegründet oder weitgehend unbegründet sind, könnte verstärkt auf Sonderangebote des Einzelhandels zurückgegriffen werden. So würde sich das Angebot, das Tafeln gemacht werden kann, verringern.
Verstärkt wird die Tendenz zur Verringerung des Angebots von Tafeln auch dadurch, dass Biogasanlagen die Reste abholen, ohne dass sie vorher sortiert bereitgestellt werden müssen.

### Vorwurf der Veruntreuung

#### Leipziger Tafel
Der Umgang mit den Spenden und Eigenbeträgen der Empfänger führte gegenüber der Leipziger Tafel zu dem Vorwurf der Veruntreuung durch zwanzig Leipziger Aktive, die Ende 2009 einen öffentlichen Brief an die Leitung des Dachverbandes der Tafeln geschrieben hatten, in dem sie ausführten, es gebe Missstände bei Geldeinnahme und Abrechnung, so würden aus 2008 oder auch schon früheren Zeiträumen geprüfte Kassenabschlussberichte fehlen. Die Leipziger Tafel bestritt den Vorwurf der Veruntreuung. Anfang 2010 bescheinigten unabhängige Wirtschaftsprüfer und Steuerberater der Leipziger Tafel eine vollständige und korrekte Buchführung für die Jahre 2006 bis 2008, ein Vorermittlungsverfahren der Staatsanwaltschaft wurde mangels Anfangsverdachts eingestellt und die Gemeinnützigkeit des Leipziger Tafel e. V. vom Finanzamt Leipzig 2010 um fünf Jahre verlängert. Der Tafel Deutschland e. V. bezeichnete die Vorwürfe gegen die Leipziger Tafel als haltlos.
2021 berichtete der MDR: „Ein Leipziger Finanzjournalist löscht angeblich kritische Artikel über Unternehmen aus dem Netz, wenn dafür Geld gespendet wird. Das Geld landet auf dem Konto der Leipziger Tafel. Von dort könnte es wieder zurück ins Umfeld des Journalisten gelangen – eine Spurensuche.“. Der Landesverband der Tafel Sachsen will die Vorwürfe prüfen.

#### Regensburger Tafel
Die Vorstandsvorsitzende der Tafel Regensburg, gleichzeitig Vorstandsmitglied im Dachverband, wurde im Juli 2025 in Untersuchungshaft genommen. Sie gab beide Funktionen auf. Ermittelt wird wegen des Verdachts der Veruntreuung von Geldern der Tafel Regensburg über mehrere Jahre – insgesamt rund 69.000 € – in 352 Fällen. Die Tafel bleibt voraussichtlich drei Monate geschlossen.

## Umsatzsteuerliche und lebensmittelrechtliche Behandlung
Von der Steuerverwaltung wird es aus Billigkeitsgründen nicht beanstandet, wenn bei der unentgeltlichen Abgabe von Lebensmitteln kurz vor Ablauf des Mindesthaltbarkeitsdatums oder der Verkaufsfähigkeit als Frischware von einer Umsatzbesteuerung abgesehen wird. Voraussetzung hierfür ist aber, dass eine Zuwendungsbestätigung für Spendenzwecke nicht ausgestellt wird. Die Steuerbefreiung ist in § 4 Nr. 18 Umsatzsteuergesetz geregelt: Von den unter § 1 Abs. 1 Nr. 1 fallenden Umsätzen sind steuerfrei: eng mit der Sozialfürsorge und der sozialen Sicherheit verbundene Leistungen, wenn diese Leistungen von Einrichtungen des öffentlichen Rechts oder anderen Einrichtungen, die keine systematische Gewinnerzielung anstreben, erbracht werden. Etwaige Gewinne, die trotzdem anfallen, dürfen nicht verteilt, sondern müssen zur Erhaltung oder Verbesserung der durch die Einrichtung erbrachten Leistungen verwendet werden.
Lebensmittelrechtlich sieht die Verordnung (EG) Nr. 178/2002 (Lebensmittelbasisverordnung) vor, dass für eine Spende von Lebensmitteln an gemeinnützige Organisationen eine vereinfachte Dokumentation ausreicht.

## Problemverschärfungen bei den Tafeln, Suche nach neuen Lösungen
Die Tafel Deutschland berichtete über verstärkte Hilfsbedürftigkeiten aufgrund der Corona-Pandemie und den daraus resultierenden Maßnahmen. Die Rede war von großen Schwierigkeiten, die Arbeit der Tafeln aufrechtzuerhalten. Eine Reihe von Tafeln musste wegen fehlender ehrenamtlicher Mitarbeiter schließen. Ein Großteil gehörte aufgrund Alters oder Vorerkrankungen selbst einer Risikogruppe an. Einige Tafeln hatten immerhin noch Lieferdienste einrichten können. Auch kamen pandemiebedingt immer mehr Menschen erstmals zu den Tafeln: Selbstständige, in Kurzarbeit Befindliche oder Betroffene, die ihre Arbeit ganz verloren hatten. Andererseits blieben viele, vor allem ältere Menschen, die schon vor der Krise die Angebote der Tafeln nutzten, aus Angst vor Ansteckung diesen nun fern.
Ende März 2020 hatte sich die Tafel Deutschland in einem offenen Brief an Bundessozialminister Hubertus Heil gewandt und mehr Hilfen für armutsbetroffene Menschen gefordert. Die Tafeln hatten sich darin, zusammen mit weiteren Verbänden und Organisationen, unter anderem für eine vorübergehende Erhöhung der Grundsicherungsleistungen ausgesprochen. Auch bräuchten armutsbetroffene Familien einen Kinderbonus zwingend zum Leben. Für die Anschaffung von Tablets oder Laptops für Home-Schooling reiche dieses Geld nicht. Ältere Menschen mit niedrigen Renten oder Grundsicherung im Alter profitierten hingegen gar nicht. Hier hätte die Bundesregierung nachbessern sollen.
Seit Jahren nimmt die Zahl der Menschen, die auf die Tafeln angewiesen sind, immer weiter zu. Nach einem Bericht des Wirtschafts- und Sozialwissenschaftlichen Instituts (WSI) der Hans-Böckler-Stiftung ist allein zwischen 2010 und 2019 die Zahl der Menschen, die weniger als 50 Prozent des mittleren Einkommens zur Verfügung haben, um mehr als 40 Prozent gestiegen. Nun sorgten seit 2022 Inflation, die sich vor allem auch in höheren Lebensmittelpreisen niederschlägt, Energiekrise und die wachsende Zahl von Flüchtlingen für noch größeren Andrang. Angaben des Bundesverbands Deutsche Tafel e. V. zufolge sei die Zahl der Bedürftigen bereits 2022 im Schnitt um 50 Prozent gestiegen. Etwa 30 Prozent der Tafeln hätten inzwischen einen Aufnahmestopp, verbunden mit der Anlage von Wartelisten, verhängen müssen. Gleichzeitig stelle sich das Problem, dass Supermärkte immer weniger Lebensmittel abgeben. Diese würden krisenbedingt knapper kalkulieren und ihr Einkaufsvolumen entsprechend reduzieren. Die Tafeln forderten seit Jahren ein Lebensmittelrettungsgesetz. Es sei absurd, dass in Deutschland jährlich nach wie vor ca. 20 Millionen Tonnen genießbare Lebensmittel weggeworfen werden. Aber auch die Discounter würden nicht alles spenden, was möglich wäre. Für sie sei es steuerrechtlich günstiger, Lebensmittel wegzuwerfen, anstatt sie den Tafeln zu spenden. Laut Landwirtschaftsministerium würden steuerliche Erleichterungen für Lebensmittelspender derzeit mit dem Bundesfinanzministerium besprochen.
Nach Auffassung des Sozialverbands VdK in Thüringen könne die Entwicklung, dass immer mehr Menschen auf die Tafeln angewiesen sind, nur aufgehalten werden, wenn auch die Länder finanzielle Unterstützung leisten. Die Tafeln selbst setzten inzwischen unter anderem auf Überproduktionen direkt bei Erzeugern. Durch zunehmenden Einsatz künstlicher Intelligenz in der Einkaufsorganisation des Groß- und Einzelhandels sinkt infolge optimierter bedarfsgerechter Bestellungen das Spendenaufkommen insbesondere der Supermärkte an die Tafeln.